# Liste der Nummer-eins-Hits in den britischen Charts (1961)
Dies ist eine Liste der Nummer-eins-Hits in den britischen Charts im Jahr 1961. Sie basiert auf den Official Singles Chart Top 50 und den Albums Chart Top 20, die vom Chart Information Network ermittelt wurden. Es gab in diesem Jahr 21 Nummer-eins-Singles und 7 Nummer-eins-Alben.

## Singles
| ← 1960 ← | Liste der Nummer-eins-Hits in den britischen Charts | Liste der Nummer-eins-Hits in den britischen Charts | Liste der Nummer-eins-Hits in den britischen Charts                                                                                      | 1962 → |
| \| Zeitraum \| Wo. ges. \| Interpret \| Titel Autor(en) \| Zusätzliche Informationen \| \| (Zeitraum, Wochen auf Platz eins, Interpret, Titel, Autor[en], zusätzliche Informationen) \| \| \| \| \| \| ----------------------------------------------------------------------------------------- \| -------- \| ----------------------------- \| ---------------------------------------------------------------------------------------------------------------------------------------- \| -------------------------------------------------------------------------------------------------------------------------------------------------------------------------------------------------------------------------------------------------------------------------------------------------------------------------------------------------------------------------------- \| \| 23. Dezember 1960 – 5. Januar 1961 2 Wochen \| 2 \| Cliff Richard and the Shadows \| I Love You Peter W. Allen, Jeff Barry \| – \| \| 6. Januar 1961 – 19. Januar 1961 2 Wochen \| 2 \| Johnny Tillotson \| Poetry in Motion Paul Kaufman, Mike Anthony \| – \| \| 20. Januar 1961 – 16. Februar 1961 4 Wochen \| 4 \| Elvis Presley \| Are You Lonesome Tonight? Lou Handman, Roy Turk \| – \| \| 17. Februar 1961 – 23. Februar 1961 1 Woche \| 1 \| Petula Clark \| Sailor Fini Busch, Werner Scharfenberger, David West \| Bei Sailor handelt es sich um eine Adaption des deutschsprachigen Schlagers Seemann (deine Heimat ist das Meer) von der österreichischen Sängerin Lolita. Clark erreichte hiermit erstmals die Spitzenposition in Großbritannien. Die aus Deutschland stammenden Autoren Busch und Scharfenberger erreichten ebenfalls zum ersten Mal die Spitzenposition der britischen Charts. \| \| 24. Februar 1961 – 16. März 1961 3 Wochen \| 3 \| The Everly Brothers \| Walk Right Back / Ebony Eyes Sonny Curtis / John D. Loudermilk \| – \| \| 17. März 1961 – 27. April 1961 6 Wochen \| 6 \| Elvis Presley \| Wooden Heart Traditional; Bearbeiter: Kathleen G. Twomey, Berthold Kaempfert; englischer Text: Fred Wise, Ben Weisman \| – \| \| 28. April 1961 – 11. Mai 1961 2 Wochen \| 2 \| The Marcels \| Blue Moon Musik: Richard Rodgers; Text: Lorenz Hart \| – \| \| 12. Mai 1961 – 18. Mai 1961 1 Woche \| 1 \| Floyd Cramer \| On the Rebound Floyd Cramer \| – \| \| 19. Mai 1961 – 25. Mai 1961 1 Woche \| 1 \| The Temperance Seven \| You’re Driving Me Crazy Walter Donaldson \| – \| \| 26. Mai 1961 – 22. Juni 1961 4 Wochen \| 4 \| Elvis Presley \| Surrender Musik: Ernesto de Curtis; Bearbeiter: Doc Pomus, Mort Shuman \| – \| \| 23. Juni 1961 – 13. Juli 1961 3 Wochen \| 3 \| Del Shannon \| Runaway Max D. Crook, Del Shannon \| – \| \| 14. Juli 1961 – 27. Juli 1961 2 Wochen \| 2 \| The Everly Brothers \| Temptation Musik: Nacio Herb Brown; Text: Arthur Freed \| – \| \| 28. Juli 1961 – 3. August 1961 1 Woche \| 1 \| Eden Kane \| Well I Ask You Les Vandyke \| – \| \| 4. August 1961 – 24. August 1961 3 Wochen \| 3 \| Helen Shapiro \| You Don’t Know John Francis Schroeder, Michael Edwin Hawker \| – \| \| 25. August 1961 – 14. September 1961 3 Wochen (insgesamt 4) \| 4 \| John Leyton \| Johnny Remember Me Geoffrey Goddard \| – \| \| 15. September 1961 – 21. September 1961 1 Woche \| 1 \| Shirley Bassey \| Reach for the Stars / Climb Ev’ry Mountain Udo Jürgens; englischer Text: David West / Musik: Richard Rodgers; Text: Oscar Hammerstein II \| – \| \| 22. September 1961 – 28. September 1961 1 Woche (insgesamt 4) \| 4 \| John Leyton \| Johnny Remember Me Geoffrey Goddard \| – \| \| 29. September 1961 – 5. Oktober 1961 1 Woche \| 1 \| The Shadows \| Kon-Tiki Michael Carr \| – \| \| 6. Oktober 1961 – 12. Oktober 1961 1 Woche \| 1 \| The Highwaymen \| Michael Traditional; Text: David L. Fisher \| – \| \| 13. Oktober 1961 – 2. November 1961 3 Wochen \| 3 \| Helen Shapiro \| Walkin’ Back to Happiness John Francis Schroeder, Michael Edwin Hawker \| – \| \| 3. November 1961 – 30. November 1961 4 Wochen \| 4 \| Elvis Presley \| His Latest Flame / Little Sister Doc Pomus, Mort Shuman \| – \| \| 1. Dezember 1961 – 21. Dezember 1961 3 Wochen \| 3 \| Frankie Vaughan \| Tower of Strength Burt F. Bacharach, Bob Hilliard \| – \| \| 22. Dezember 1961 – 4. Januar 1962 2 Wochen \| 2 \| Danny Williams \| Moon River Musik: Henry N. Mancini; Text: John H. Mercer \| – \| |                                                     |                                                     | | |
| ← 1960 |                                                     |                                                     | | → 1962 → |
| Zeitraum | Wo. ges.                                            | Interpret                                           | Titel Autor(en) | Zusätzliche Informationen |
| (Zeitraum, Wochen auf Platz eins, Interpret, Titel, Autor[en], zusätzliche Informationen) |                                                     |                                                     | | |
| 23. Dezember 1960 – 5. Januar 1961 2 Wochen | 2                                                   | Cliff Richard and the Shadows                       | I Love You Peter W. Allen, Jeff Barry | – |
| 6. Januar 1961 – 19. Januar 1961 2 Wochen | 2                                                   | Johnny Tillotson                                    | Poetry in Motion Paul Kaufman, Mike Anthony                                                                                              | – |
| 20. Januar 1961 – 16. Februar 1961 4 Wochen | 4                                                   | Elvis Presley                                       | Are You Lonesome Tonight? Lou Handman, Roy Turk                                                                                          | – |
| 17. Februar 1961 – 23. Februar 1961 1 Woche | 1                                                   | Petula Clark                                        | Sailor Fini Busch, Werner Scharfenberger, David West                                                                                     | Bei Sailor handelt es sich um eine Adaption des deutschsprachigen Schlagers Seemann (deine Heimat ist das Meer) von der österreichischen Sängerin Lolita. Clark erreichte hiermit erstmals die Spitzenposition in Großbritannien. Die aus Deutschland stammenden Autoren Busch und Scharfenberger erreichten ebenfalls zum ersten Mal die Spitzenposition der britischen Charts. |
| 24. Februar 1961 – 16. März 1961 3 Wochen | 3                                                   | The Everly Brothers                                 | Walk Right Back / Ebony Eyes Sonny Curtis / John D. Loudermilk                                                                           | – |
| 17. März 1961 – 27. April 1961 6 Wochen | 6                                                   | Elvis Presley                                       | Wooden Heart Traditional; Bearbeiter: Kathleen G. Twomey, Berthold Kaempfert; englischer Text: Fred Wise, Ben Weisman                    | – |
| 28. April 1961 – 11. Mai 1961 2 Wochen | 2                                                   | The Marcels                                         | Blue Moon Musik: Richard Rodgers; Text: Lorenz Hart                                                                                      | – |
| 12. Mai 1961 – 18. Mai 1961 1 Woche | 1                                                   | Floyd Cramer                                        | On the Rebound Floyd Cramer | – |
| 19. Mai 1961 – 25. Mai 1961 1 Woche | 1                                                   | The Temperance Seven                                | You’re Driving Me Crazy Walter Donaldson                                                                                                 | – |
| 26. Mai 1961 – 22. Juni 1961 4 Wochen | 4                                                   | Elvis Presley                                       | Surrender Musik: Ernesto de Curtis; Bearbeiter: Doc Pomus, Mort Shuman                                                                   | – |
| 23. Juni 1961 – 13. Juli 1961 3 Wochen | 3                                                   | Del Shannon                                         | Runaway Max D. Crook, Del Shannon | – |
| 14. Juli 1961 – 27. Juli 1961 2 Wochen | 2                                                   | The Everly Brothers                                 | Temptation Musik: Nacio Herb Brown; Text: Arthur Freed                                                                                   | – |
| 28. Juli 1961 – 3. August 1961 1 Woche | 1                                                   | Eden Kane                                           | Well I Ask You Les Vandyke | – |
| 4. August 1961 – 24. August 1961 3 Wochen | 3                                                   | Helen Shapiro                                       | You Don’t Know John Francis Schroeder, Michael Edwin Hawker                                                                              | – |
| 25. August 1961 – 14. September 1961 3 Wochen (insgesamt 4) | 4                                                   | John Leyton                                         | Johnny Remember Me Geoffrey Goddard | – |
| 15. September 1961 – 21. September 1961 1 Woche | 1                                                   | Shirley Bassey                                      | Reach for the Stars / Climb Ev’ry Mountain Udo Jürgens; englischer Text: David West / Musik: Richard Rodgers; Text: Oscar Hammerstein II | – |
| 22. September 1961 – 28. September 1961 1 Woche (insgesamt 4) | 4                                                   | John Leyton                                         | Johnny Remember Me Geoffrey Goddard | – |
| 29. September 1961 – 5. Oktober 1961 1 Woche | 1                                                   | The Shadows                                         | Kon-Tiki Michael Carr | – |
| 6. Oktober 1961 – 12. Oktober 1961 1 Woche | 1                                                   | The Highwaymen                                      | Michael Traditional; Text: David L. Fisher                                                                                               | – |
| 13. Oktober 1961 – 2. November 1961 3 Wochen | 3                                                   | Helen Shapiro                                       | Walkin’ Back to Happiness John Francis Schroeder, Michael Edwin Hawker                                                                   | – |
| 3. November 1961 – 30. November 1961 4 Wochen | 4                                                   | Elvis Presley                                       | His Latest Flame / Little Sister Doc Pomus, Mort Shuman                                                                                  | – |
| 1. Dezember 1961 – 21. Dezember 1961 3 Wochen | 3                                                   | Frankie Vaughan                                     | Tower of Strength Burt F. Bacharach, Bob Hilliard                                                                                        | – |
| 22. Dezember 1961 – 4. Januar 1962 2 Wochen | 2                                                   | Danny Williams                                      | Moon River Musik: Henry N. Mancini; Text: John H. Mercer                                                                                 | – |

## Alben
| ← 1960 ← | Liste der Nummer-eins-Hits in den britischen Charts | Liste der Nummer-eins-Hits in den britischen Charts | Liste der Nummer-eins-Hits in den britischen Charts | 1962 →                    |
| \| Zeitraum \| Wo. ges. \| Interpret \| Titel \| Zusätzliche Informationen \| \| (Zeitraum, Wochen auf Platz eins, Interpret, Titel, zusätzliche Informationen) \| \| \| \| \| \| ------------------------------------------------------------------------------ \| -------- \| ----------------------------- \| ------------------------------------- \| ------------------------- \| \| 9. Oktober 1960 – 7. Januar 1961 13 Wochen (insgesamt 115) \| 115 \| (Soundtrack) \| South Pacific \| – \| \| 8. Januar 1961 – 27. Februar 1961 8 Wochen (insgesamt 23) \| 23 \| Elvis Presley \| G. I. Blues \| – \| \| 28. Februar 1961 – 4. März 1961 1 Woche (insgesamt 115) \| 115 \| (Soundtrack) \| South Pacific \| – \| \| 5. März 1961 – 25. März 1961 3 Wochen (insgesamt 23) \| 23 \| Elvis Presley \| G. I. Blues \| – \| \| 26. März 1961 – 1. April 1961 1 Woche (insgesamt 115) \| 115 \| (Soundtrack) \| South Pacific \| – \| \| 2. April 1961 – 24. Juni 1961 12 Wochen (insgesamt 23) \| 23 \| Elvis Presley \| G. I. Blues \| – \| \| 25. Juni 1961 – 22. Juli 1961 4 Wochen (insgesamt 115) \| 115 \| (Soundtrack) \| South Pacific \| – \| \| 23. Juli 1961 – 19. August 1961 4 Wochen (insgesamt 9) \| 9 \| George Mitchell Minstrels \| The Black and White Minstrel Show \| – \| \| 20. August 1961 – 26. August 1961 1 Woche (insgesamt 115) \| 115 \| (Soundtrack) \| South Pacific \| – \| \| 27. August 1961 – 2. September 1961 1 Woche (insgesamt 9) \| 9 \| George Mitchell Minstrels \| The Black and White Minstrel Show \| – \| \| 3. September 1961 – 9. September 1961 1 Woche (insgesamt 115) \| 115 \| (Soundtrack) \| South Pacific \| – \| \| 10. September 1961 – 16. September 1961 1 Woche (insgesamt 9) \| 9 \| George Mitchell Minstrels \| The Black and White Minstrel Show \| – \| \| 17. September 1961 – 14. Oktober 1961 4 Wochen (insgesamt 5) \| 5 \| The Shadows \| The Shadows \| – \| \| 15. Oktober 1961 – 21. Oktober 1961 1 Woche (insgesamt 9) \| 9 \| George Mitchell Minstrels \| The Black and White Minstrel Show \| – \| \| 22. Oktober 1961 – 28. Oktober 1961 1 Woche (insgesamt 5) \| 5 \| The Shadows \| The Shadows \| – \| \| 29. Oktober 1961 – 4. November 1961 1 Woche \| 1 \| Cliff Richard and the Shadows \| I’m 21 Today \| – \| \| 5. November 1961 – 30. Dezember 1961 8 Wochen \| 8 \| George Mitchell Minstrels \| Another Black and White Minstrel Show \| – \| \| 31. Dezember 1961 – 6. Januar 1962 1 Woche (insgesamt 18) \| 18 \| Elvis Presley \| Blue Hawaii \| – \| |                                                     |                                                     |                                                     |                           |
| ← 1960 |                                                     |                                                     |                                                     | → 1962 →                  |
| Zeitraum | Wo. ges.                                            | Interpret                                           | Titel                                               | Zusätzliche Informationen |
| (Zeitraum, Wochen auf Platz eins, Interpret, Titel, zusätzliche Informationen) |                                                     |                                                     |                                                     |                           |
| 9. Oktober 1960 – 7. Januar 1961 13 Wochen (insgesamt 115) | 115                                                 | (Soundtrack)                                        | South Pacific                                       | –                         |
| 8. Januar 1961 – 27. Februar 1961 8 Wochen (insgesamt 23) | 23                                                  | Elvis Presley                                       | G. I. Blues                                         | –                         |
| 28. Februar 1961 – 4. März 1961 1 Woche (insgesamt 115) | 115                                                 | (Soundtrack)                                        | South Pacific                                       | –                         |
| 5. März 1961 – 25. März 1961 3 Wochen (insgesamt 23) | 23                                                  | Elvis Presley                                       | G. I. Blues                                         | –                         |
| 26. März 1961 – 1. April 1961 1 Woche (insgesamt 115) | 115                                                 | (Soundtrack)                                        | South Pacific                                       | –                         |
| 2. April 1961 – 24. Juni 1961 12 Wochen (insgesamt 23) | 23                                                  | Elvis Presley                                       | G. I. Blues                                         | –                         |
| 25. Juni 1961 – 22. Juli 1961 4 Wochen (insgesamt 115) | 115                                                 | (Soundtrack)                                        | South Pacific                                       | –                         |
| 23. Juli 1961 – 19. August 1961 4 Wochen (insgesamt 9) | 9                                                   | George Mitchell Minstrels                           | The Black and White Minstrel Show                   | –                         |
| 20. August 1961 – 26. August 1961 1 Woche (insgesamt 115) | 115                                                 | (Soundtrack)                                        | South Pacific                                       | –                         |
| 27. August 1961 – 2. September 1961 1 Woche (insgesamt 9) | 9                                                   | George Mitchell Minstrels                           | The Black and White Minstrel Show                   | –                         |
| 3. September 1961 – 9. September 1961 1 Woche (insgesamt 115) | 115                                                 | (Soundtrack)                                        | South Pacific                                       | –                         |
| 10. September 1961 – 16. September 1961 1 Woche (insgesamt 9) | 9                                                   | George Mitchell Minstrels                           | The Black and White Minstrel Show                   | –                         |
| 17. September 1961 – 14. Oktober 1961 4 Wochen (insgesamt 5) | 5                                                   | The Shadows                                         | The Shadows                                         | –                         |
| 15. Oktober 1961 – 21. Oktober 1961 1 Woche (insgesamt 9) | 9                                                   | George Mitchell Minstrels                           | The Black and White Minstrel Show                   | –                         |
| 22. Oktober 1961 – 28. Oktober 1961 1 Woche (insgesamt 5) | 5                                                   | The Shadows                                         | The Shadows                                         | –                         |
| 29. Oktober 1961 – 4. November 1961 1 Woche | 1                                                   | Cliff Richard and the Shadows                       | I’m 21 Today                                        | –                         |
| 5. November 1961 – 30. Dezember 1961 8 Wochen | 8                                                   | George Mitchell Minstrels                           | Another Black and White Minstrel Show               | –                         |
| 31. Dezember 1961 – 6. Januar 1962 1 Woche (insgesamt 18) | 18                                                  | Elvis Presley                                       | Blue Hawaii                                         | –                         |

Die Angaben basieren auf den offiziellen Verkaufshitparaden des Chart Information Networks für das Vereinigte Königreich. Die Datumsangaben beziehen sich auf das Gültigkeitsdatum der Charts, also jeweils die auf die Verkaufswoche folgende Woche.

## Jahreshitparaden
| ← 1960 ← | Liste der Nummer-eins-Hits in den britischen Charts | Liste der Nummer-eins-Hits in den britischen Charts              | Liste der Nummer-eins-Hits in den britischen Charts | 1962 →   |
| \| Singles \| Position# \| Alben \| \| ----------------------------------------------------------------------------------------------------------------------------------- \| --------- \| ---------------------------------------------------------------- \| \| Runaway Del Shannon Max D. Crook, Del Shannon \| 1 \| G. I. Blues Elvis Presley \| \| Wooden Heart Elvis Presley Traditional; Bearbeiter: Kathleen G. Twomey, Berthold Kaempfert; englischer Text: Fred Wise, Ben Weisman \| 2 \| Another Black and White Minstrel Show George Mitchell Minstrels \| \| You Don’t Know Helen Shapiro John Francis Schroeder, Michael Edwin Hawker \| 3 \| South Pacific (Soundtrack) \| \| Halfway to Paradise Billy Fury Carole King, Gerry Goffin \| 4 \| The Shadows \| \| Well I Ask You Eden Kane Les Vandyke \| 5 \| The Black and White Minstrel Show George Mitchell Minstrels \| \| Are You Sure The Allisons Musik: John Brian Alford; Text: Bob Colin Day \| 6 \| The Sound of Music (Original London Cast) \| \| Walkin’ Back to Happiness Helen Shapiro John Francis Schroeder, Michael Edwin Hawker \| 7 \| I’m 21 Today Cliff Richard and the Shadows \| \| Walk Right Back / Ebony Eyes The Everly Brothers Sonny Curtis / John D. Loudermilk \| 8 \| The Roaring Twenties – Songs from the TV Series Dorothy Provine \| \| His Latest Flame / Little Sister Elvis Presley Doc Pomus, Mort Shuman \| 9 \| Listen to Cliff Cliff Richard and the Shadows \| \| Johnny Remember Me John Leyton Geoffrey Goddard \| 10 \| The Best of Barber and Bilk Volume 1 Cris Barber & Mr Acker Bilk \| |                                                     |                                                                  |                                                     |          |
| ← 1960 |                                                     |                                                                  |                                                     | → 1962 → |
| Singles | Position#                                           | Alben                                                            |                                                     |          |
| Runaway Del Shannon Max D. Crook, Del Shannon | 1                                                   | G. I. Blues Elvis Presley                                        |                                                     |          |
| Wooden Heart Elvis Presley Traditional; Bearbeiter: Kathleen G. Twomey, Berthold Kaempfert; englischer Text: Fred Wise, Ben Weisman | 2                                                   | Another Black and White Minstrel Show George Mitchell Minstrels  |                                                     |          |
| You Don’t Know Helen Shapiro John Francis Schroeder, Michael Edwin Hawker | 3                                                   | South Pacific (Soundtrack)                                       |                                                     |          |
| Halfway to Paradise Billy Fury Carole King, Gerry Goffin | 4                                                   | The Shadows                                                      |                                                     |          |
| Well I Ask You Eden Kane Les Vandyke | 5                                                   | The Black and White Minstrel Show George Mitchell Minstrels      |                                                     |          |
| Are You Sure The Allisons Musik: John Brian Alford; Text: Bob Colin Day | 6                                                   | The Sound of Music (Original London Cast)                        |                                                     |          |
| Walkin’ Back to Happiness Helen Shapiro John Francis Schroeder, Michael Edwin Hawker | 7                                                   | I’m 21 Today Cliff Richard and the Shadows                       |                                                     |          |
| Walk Right Back / Ebony Eyes The Everly Brothers Sonny Curtis / John D. Loudermilk | 8                                                   | The Roaring Twenties – Songs from the TV Series Dorothy Provine  |                                                     |          |
| His Latest Flame / Little Sister Elvis Presley Doc Pomus, Mort Shuman | 9                                                   | Listen to Cliff Cliff Richard and the Shadows                    |                                                     |          |
| Johnny Remember Me John Leyton Geoffrey Goddard | 10                                                  | The Best of Barber and Bilk Volume 1 Cris Barber & Mr Acker Bilk |                                                     |          |